# Spakbacken
Spakbacken är en småort i Östuna socken Knivsta kommun belägen intill riksväg 77 och vid forna Långhundraleden.

## Historia
Namnet Spakbacken kommer från när man förr i tiden transporterade timmer här, och man använde sig av pålar och spakar för att hålla lasten kvar på vagnen.
Marken som byn ligger på ägdes tidigare av baron Lennart Stiernstedt. Markerna runtomkring är fortfarande i ägo av släkt till baronen, till exempel stora gårdar som Östhamra och Åsbergby.

## Samhället
Nybyggnation har här skett vid flera tillfällen och då mest villabebyggelse. De senaste tillskottet är dock småindustri, schaktföretag samt byggvaruhandel. 